# BFC Alemannia 90
Der BFC Alemannia 90 (offiziell: Berliner Fußball-Club Alemannia 1890 e. V.) ist ein Sportverein aus dem Berliner Bezirk Reinickendorf. Er besteht aus den Abteilungen Fußball, Sportkegeln und Tennis. Die Fußballabteilung trat zwischen 1998 und 2013 unter dem Namen Berliner FC Alemannia 90-Wacker an. Die Spielstätte des Vereins ist in der Ollenhauerstraße 64 E in Berlin-Reinickendorf, nordöstlich des früheren Tegeler Flughafengebietes, mit einer Kapazität von ca. 500 Zuschauerplätzen.

## Geschichte

### Fußball

Alemannia-Logo

Wacker-Logo

Der Verein wurde im Frühjahr 1890 von Jugendlichen als SV Jugendlust 1890 gegründet und im November 1890 in Berliner Thorball- u. Fußball-Club Allemannia 90 umbenannt. Später wurde der Begriff Thorball aus dem Namen entfernt. 1923 erfolgte die Umbenennung in BFC Alemannia Berlin-Nord, 1933 oder 1936 eine weitere in BFC Alemannia 90. 1945 wurde der Verein auf Befehl der alliierten Besatzungsmächte aufgelöst, an seiner Stelle wurde die SG Prenzlauer Berg-West gegründet. Ab 1948 durfte wieder der alte Name Berliner FC Alemannia 90 angenommen werden.
1891 wurde dem Deutschen Fußball- und Cricket Bund beigetreten. 1898 veranstaltete man eine Berliner Meisterschaft des Nordens, die auch gewonnen wurde. 1903 wechselte der Verein in den Märkischen Fußball-Bund, dessen Meisterschaft konnte 1905 und 1907 zweimal gewonnen werden. 1907 wurde gegen den Meister des Verbands Berliner Ballspielvereine (VBB) BFC Viktoria 1889 das Entscheidungsspiel um die Berliner Meisterschaft verloren. Ab 1908 spielte man dann selbst beim VBB und erreichte 1910 deren höchste Klasse. Am 25. August 1912 wurde der Sportplatz an der Veltener Straße eröffnet. In den 1920er Jahren spielte der Verein in der damals erstklassigen Oberliga Berlin, bevor er 1929 abstieg. 1924 gewann Alemannia die Berliner Meisterschaft im Finale gegen Norden-Nordwest Berlin. 1925 erreichte der Verein noch einmal das Finale um die Berliner Meisterschaft, unterlag jedoch gegen Hertha BSC. In diesen beiden Jahren schaffte der Klub somit die Qualifikation zur Endrunde um die deutsche Meisterschaft, unterlag jedoch 1924 dem 1. FC Nürnberg mit 1:6 und 1925 dem Duisburger SpV 1:2.
Nach dem Zweiten Weltkrieg spielte der Verein bis 1956 in der Berliner Stadtliga, die ab 1950 die höchste Spielklasse in West-Berlin war. Nach der Berliner Vizemeisterschaft 1946 war der letzte größere Erfolg der Einzug ins Finale um die Deutsche Amateurmeisterschaft 1957, welches vor 80.000 Zuschauern in Hannover gegen den VfL Benrath mit 2:4 verloren ging. Ab 1960 konnte der vereinseigene Platz an der Veltener Straße wieder für Ligaspiele genutzt werden. 1970 erreichte der Verein nochmals die Endrunde um die Deutsche Amateurmeisterschaft, schied aber in der Vorrunde aus. Seit 1975 ist der Verein nur noch unterklassig aktiv. Zweimal wurde das Finale des Berliner Pokals erreicht. 1949 und 2005 gingen beide Spiele gegen Tennis Borussia Berlin verloren.
Am 2. Juni 1994 wurde der langjährige Kiezrivale Wacker 04 Berlin konkursbedingt aufgelöst. Die Mitglieder von Wacker traten daraufhin Alemannia bei. Als Zugeständnis an Wacker traten die Fußballer von Alemannia zunächst als SG Wacker-Alemannia und ab 1998 als BFC Alemannia 90-Wacker an. Der Name Wacker taucht im Vereinsregister nicht auf. Zur Saison 2013/14 trat Alemannia ohne den Zusatz Wacker an.

### Sportkegeln
Die Kegelabteilung wurde wahrscheinlich 1928 gegründet, ein genaues Datum ist nicht bekannt. Aufgrund großer Nachwuchssorgen ging die Kegelabteilung 1960 eine Fusion mit dem Kegelverein Toto ein und nannte sich Alemannia-Toto. Bereits 1965 kehrten die Kegler wieder zum Hauptverein zurück. Verursacht durch den Mitgliederschwund im Kegelsport schlossen sich immer wieder Mitglieder aufgelöster Vereine Alemannia an: 1981 KSK Freiweg, 1992 Alter Stamm Lichtenrade, 1997 KSK Berliner Bär. 2004 bis 2007 kämpfte man gemeinsam als Spielgemeinschaft mit Stamm 24, bis auch diese Mitglieder zu Alemannia kamen. Seit dem 1. Juli 2010 besteht eine gemeinsame Spielgemeinschaft zwischen dem SC Charlottenburg, KSK Amicitia und dem BFC Alemannia.

### Tennis
Eine Tennisabteilung besteht seit dem 25. Mai 1982. Im April 1983 waren sechs Spielfelder fertiggestellt, 1985 konnten zwei weitere Plätze hinzugefügt werden. 1987 und 1995 wurde jeweils eine Traglufthalle gebaut. 2005 wurde die ältere Halle wieder veräußert. Ab der Wintersaison 2017/18 wird in einer nagelneuen Halle gespielt.

## Sportstätten
Der Verein betreibt einen Fußballplatz, eine Tennisanlage und eine Vereinsgaststätte in der Ollenhauerstraße 64e. Außerdem seit 1994 den ehemaligen Wackerplatz mit Vereinsgaststätte in der Kienhorststraße 170.

## Erfolge Fußball
- Märkischer Meister: 1905, 1907
- Berliner Meister: 1924
- Meisterschaft des Nordens: 1898
- Ewige Tabelle der Berlin-Liga: 8. Platz

## Ehemalige Spieler und Trainer
- Hanne Sobek, zehnfacher Nationalspieler von 1923 bis 1931, zweimal für Alemannia 90, später bei Hertha BSC
- Jürgen Suchanek, Trainer am Ende der Saison 2013/14